# Maidan-Rat
Der Maidan-Rat (ukrainisch Народне об'єднання "Майдан") ist ein am 22. Dezember 2013 in Kiew gegründeter Zusammenschluss mehrerer politischer Parteien, parteiloser Personen und öffentlicher Organisationen der Euromaidan-Proteste mit dem Ziel, „eine neue Ukraine und eine neue ukrainische Regierung zu errichten“, eine neue Verfassung zu formulieren und korrupte Richter und Staatsanwälte zu entlassen. Ziel war es, die Opposition zur damaligen Regierung und die Protestbewegung in allen Regionen des Landes zu koordinieren. In der Praxis bedeutete dies auch, in den damals regierungs- und präsidentenfreundlichen Gebieten der Ostukraine für die Unterstützung der Ziele der Organisation zu werben.
Die Organisation strebte die Mitgliedschaft von „Millionen von Ukrainern“ an. Nach Aussage des Leitungsmitgliedes der Organisation Arsenij Jazenjuk sei der Maidan-Rat „ein bisschen wie die Solidarność-Bewegung in Polen“.
Benannt ist der Rat, wie auch die Protestbewegung des Euromaidan selbst, nach dem Majdan Nesaleschnosti, dem Versammlungsort der Protestler und Gründungsort des Rats im Zentrum der ukrainischen Hauptstadt Kiew.

## Geschichte
Am 30. November 2013 gründeten die Oppositionsparteien Vaterland, UDAR und Swoboda zunächst die Zentrale des Nationalen Widerstands. Zur gleichen Zeit kontrollierten sie 168 der 450 Sitze im ukrainischen Parlament, der Werchowna Rada.
Am 22. Dezember 2013, in der fünften Woche der Maidan-Proteste (100,000 versammelt in Kiew), etablierten die großen Oppositionsparteien und Parteilose eine landesweite politische Bewegung, genannt Maidan. Die Bewegung hatte das Ziel, die Unterstützung für den Euromaidan in der Ostukraine auszuweiten, wo sich zu dieser Zeit die Unterstützung für die Regierung Asarows und den Präsidenten Wiktor Janukowytsch konzentrierte. Am ersten Tag der Bewegung erklärte Oppositionsführer Arsenij Jazenjuk: „Jeder, der eine faire und anständige Zukunft will, muss für diese Bewegung sein.“ Am 24. Dezember 2013 begann die Organisation, Mitglieder aufzunehmen.

### Rolle beim Abkommen vom 21. Februar 2014 und beim Sturz Janukowytschs
Am Nachmittag des 21. Februar 2014 wurde nach monatelangen und zum Teil gewalttätigen Protesten, die auch Todesopfer forderten, vom damaligen Präsidenten der Ukraine Wiktor Janukowytsch und den damaligen Oppositionsführern Vitali Klitschko, Arsenij Jazenjuk und Oleh Tjahnybok eine Vereinbarung über die Beilegung der Krise in der Ukraine unterschrieben. Auch der deutsche Außenminister Frank-Walter Steinmeier bezeugte diesen Vertrag gemeinsam mit dem Außenminister Polens, Radosław Sikorski durch seine Unterschrift. Die Vereinbarung sah unter anderem die Bildung einer Übergangsregierung, Gesetzesänderungen sowie Neuwahlen zum Präsidentenamt noch im Jahr 2014 vor. Steinmeier und Sikorski hatten auch vor Vertretern des Maidan-Rates für dieses Abkommen geworben, und schließlich stimmte auch der Rat dem Abkommen zu.
Noch am Abend der Unterzeichnung des Abkommens erklärten allerdings Vertreter von verschiedenen informellen oppositionellen Gruppen des Maidan, darunter die rechtsextreme, militante Gruppe Prawyj Sektor, diese Vereinbarung nun doch nicht anerkennen zu wollen. Vielmehr beharre man auf der Forderung nach Janukowytschs sofortigem Rücktritt. Am Morgen des folgenden Tages, Samstag, den 22. Februar 2014, verkündete ein Sprecher des Maidan-Rates, dass nun „Selbstverteidigungskräfte“ die Macht in Kiew ergriffen hätten. Man habe die Kontrolle über das Parlament, den Regierungssitz und über die Präsidialkanzlei übernommen. Am selben Tag erklärte die Werchowna Rada Janukowytsch für abgesetzt. Janukowytsch flüchtete am selben Tag zunächst nach Charkiw und setzte sich später nach Russland ab.

## Ziele
Der Rat setzte sich mehrere Ziele:
- Die Gestaltung einer neuen Verfassung der Ukraine, „die den Ukrainern das Gefühl geben soll, dass sie das Land regieren“.[12]
- Die Entwicklung eines Aktionsplans für die Ukraine durch Aufstellung von Gruppen für jeden Politikbereich, von der Ökonomie bis zur Außenpolitik.[12]
- Die Installation von Gruppen zur Bereitstellung rechtlicher, finanzieller und organisatorischer Unterstützung für Euromaidan-Aktivisten,[12] die wegen ihrer Teilnahme an den Protesten verfolgt wurden, insbesondere in Charkiw und Odessa.[12]
- „Beteiligung und Schutz“ der Präsidentschaftswahlen 2015.[12]
- Etablierung von Vertretungen des Maidan-Rates in 20 Regionen.[18] Anm.
- Formulierung einer Strategie für die Entwicklung der Ukraine bis 2025.[18]

## Organisation
Gründungsvorstand: Julija Tymoschenko und Arsenij Jazenjuk (Partei Vaterland), Vitali Klitschko (Partei UDAR), Oleh Tjahnybok (Partei Swoboda), der Rektor der Nationalen Universität Kiew-Mohyla-Akademie Serhij Myronowytsch Kwit, und der Leiter der Organisation Dritte Ukrainische Republik Jurij Luzenko. Die Sängerin Ruslana lehnte am 23. Dezember 2013 die Wahl in den Vorstand ab.
Gründungsmitglieder: Taras Bojkiw, Oleksij Haran, Wassyl Hazko, Ihor Schdanow, Andrij Illjenko, Irena Karpa, Serhij Kwit, Wjatscheslaw Kyrylenko, Ihor Koliuschko, Vitali Klitschko, Ruslan Koschulynskyj, Iwan Krulko, Ruslana Lyschytschko, Ihor Luzenko, Jurij Luzenko, Maria Matios, Andrij Mochnyk, Walerij Pazkan, Oleh Ossuchowskyj, Oleksandr Poloschynskyj, Petro Poroschenko, Witalij Portnikow, Serhij Rachmanin, Jehor Soboljew, Serhij Soboljew, Oleksandr Suschko, Wiktorija Sjumar, Borys Tarasjuk, Julija Tymoschenko, Oleksandr Turtschynow, Oleh Tjahnybok, Walerij Tschalyj, Refat Tschubarow, Wiktor Tschumak, Sorjan Schkirjak, Jelysaweta Schepetylnykova und Arsenij Jazenjuk.